# Żałoba narodowa w Polsce

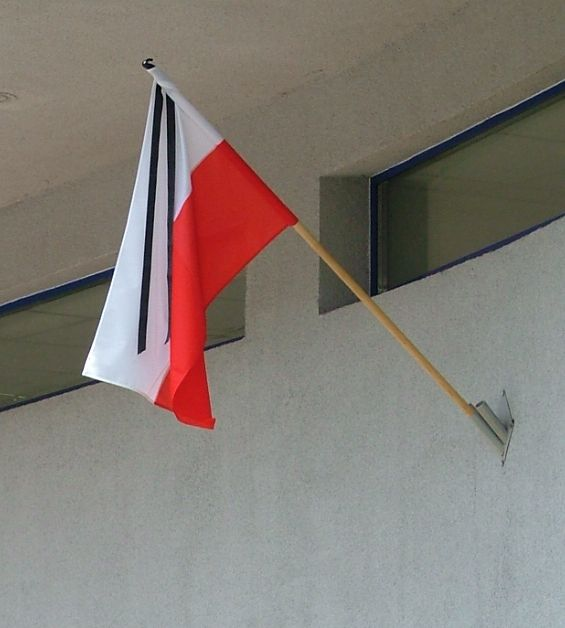
Kir na fladze państwowej w postaci czarnej wstążki dowiązanej do drzewca

Żałoba narodowa w Polsce – wprowadzana była od czasów zaborów, w okresach istnienia II Rzeczypospolitej, II wojny światowej, PRL oraz III Rzeczypospolitej.
Ogłaszana jest przez Prezydenta Rzeczypospolitej Polskiej lub osobę wykonującą jego obowiązki.

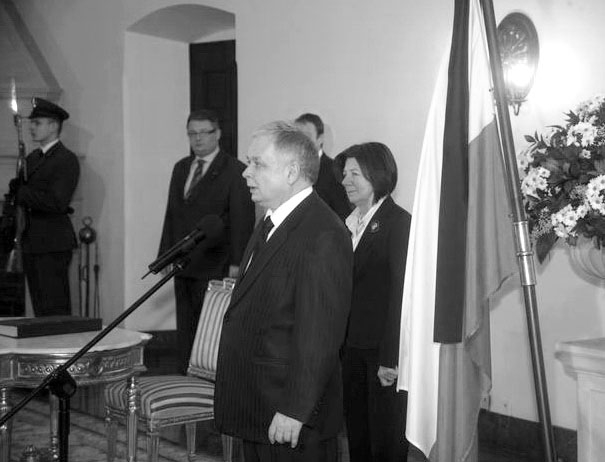
Prezydent RP Lech Kaczyński ogłaszający żałobę narodową, Warszawa, 24 stycznia 2008

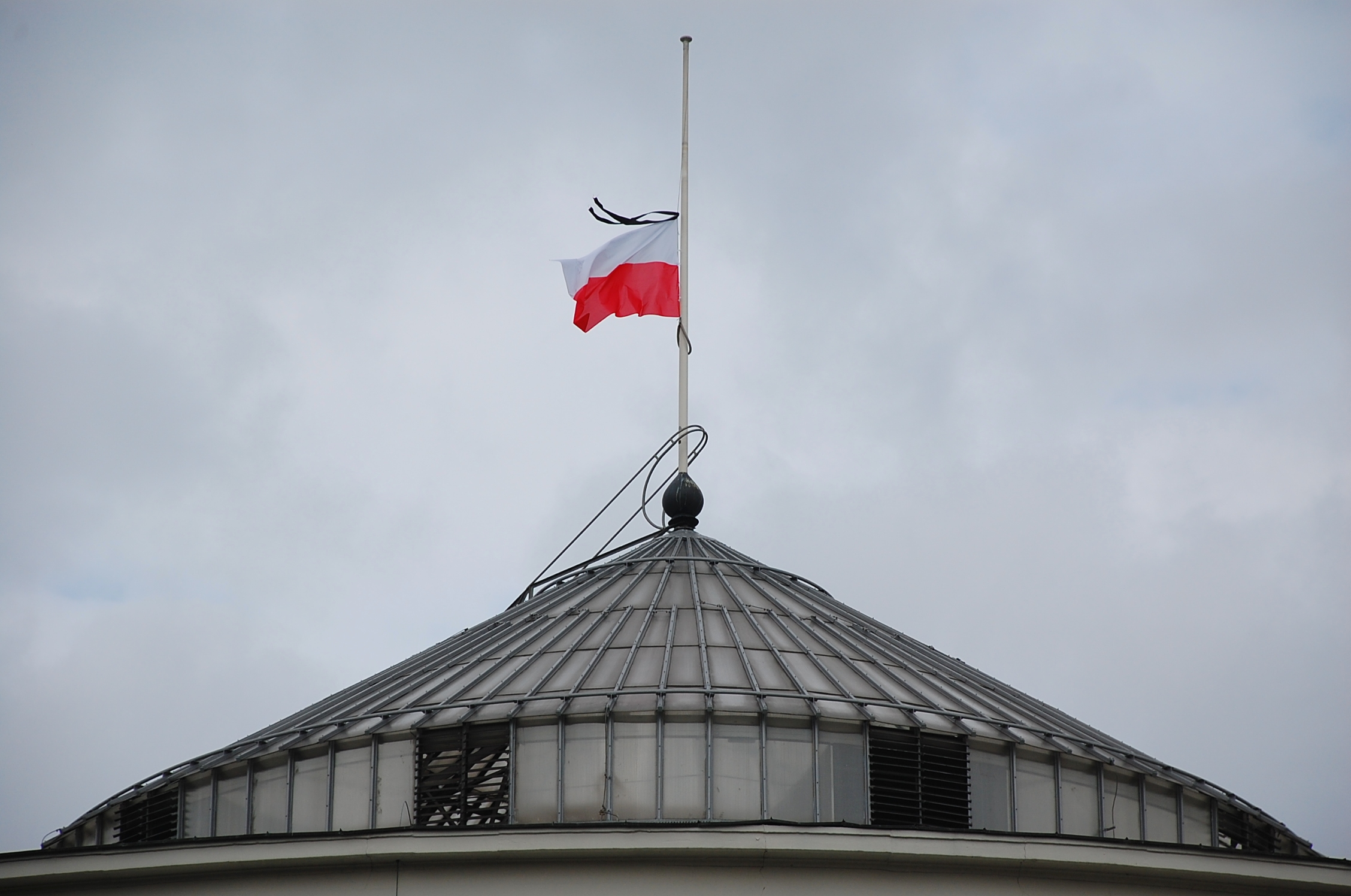
Flaga Polski na budynku Sejmu RP, opuszczona na maszcie do połowy po katastrofie smoleńskiej, 10 kwietnia 2010.

## Podstawa prawna w III Rzeczypospolitej
W okresie III Rzeczypospolitej podstawą prawną do wprowadzenia żałoby narodowej jest art. 11 ustawy z dnia 31 stycznia 1980 r. o godle, barwach i hymnie Rzeczypospolitej Polskiej oraz o pieczęciach państwowych.

Art. 11.
1. Prezydent Rzeczypospolitej Polskiej może, w drodze rozporządzenia, wprowadzić żałobę narodową na terytorium Rzeczypospolitej Polskiej. Rozporządzenie w szczególności powinno określać przyczyny wprowadzenia oraz czas trwania żałoby narodowej, uwzględniając uwarunkowania kulturowe i historyczne oraz przyjęte w tym zakresie zwyczaje.

2. W czasie trwania żałoby narodowej flagę państwową opuszcza się do połowy masztu.

W Polsce żałobę narodową wprowadza Prezydent Rzeczypospolitej w formie rozporządzenia z kontrasygnatą Prezesa Rady Ministrów.
Odstępstwem od tej reguły było wprowadzenie żałoby narodowej przez Radę Ministrów uchwałą z 3 kwietnia 2005 r. Nr 80/2005 (M.P. z 2005 r. nr 19, poz. 307) równocześnie z rozporządzeniem Prezydenta RP.
W okresie obowiązywania żałoby narodowej flagi państwowe na gmachach publicznych zostają opuszczone do połowy masztu. Tradycyjnie przepasuje się także flagi kirem, jednak nie jest to regulowane ustawą. Do uczczenia pamięci zobowiązane są też media, poprzez ograniczenie nadawania programów rozrywkowych.

## Okresy żałoby narodowej

### Czasy zaborów
Pierwszą żałobę narodową w okresie zaborów ogłoszono z polecenia cara Mikołaja I po śmierci Józefa Zajączka. Trwała ona 3 dni od 25 do 27 września 1826 roku i obowiązywała wszystkich urzędników. 
Po raz drugi w  okresie zaborów żałoba narodowa ogłoszona została przez Kościół katolicki po serii krwawo stłumionych demonstracji 1861 roku. Obchodzenie żałoby narodowej charakteryzowało noszenie czarnych sukien na krynolinach przez kobiety, oraz żałobnej biżuterii m.in. bransoletki przypominające kajdany, klamry przedstawiające dwie ręce w uścisku (symbolizująca połączenie Polski i Litwy), kotwice (symbol nadziei), wygrawerowane portrety Kościuszki. Trwała do 1866 roku.

### II Rzeczpospolita
W okresie II Rzeczypospolitej żałoba narodowa ogłaszana była 4-krotnie. Po raz pierwszy została ogłoszona 3 lutego 1924 z powodu śmierci prezydenta Stanów Zjednoczonych Woodrowa Wilsona. Po raz drugi żałoba została ogłoszona przez prezydenta z powodu śmierci ministra spraw wewnętrznych Bronisława Pierackiego. Po raz trzeci żałobę ogłoszono w dniach 12–18 maja 1935 z powodu śmierci i pogrzebu Józefa Piłsudskiego. Był to jedyny przypadek w historii II Rzeczypospolitej, gdy okres żałoby był dłuższy niż 1 dzień. Czwarty raz żałobę ogłoszono z powodu śmierci arcybiskupa lwowskiego obrządku ormiańskiego Józefa Teodorowicza.

### Okres okupacji
W okresie okupacji żałobę narodową wprowadzano dwukrotnie. Pierwszy raz w okresie 7 lipca – 1 sierpnia 1943 z powodu śmierci generała i premiera Władysława Sikorskiego. Natomiast przyczyną wprowadzenia drugiego okresu żałoby przez Władysława Raczkiewicza w dniach 4–18 października 1944 był upadek powstania warszawskiego.

### Polska Rzeczpospolita Ludowa
W okresie PRL miało miejsce 5 okresów żałoby narodowej. Pierwszy przypadek miał miejsce 9 marca 1953 roku. Powodem wprowadzenia żałoby narodowej była śmierć Józefa Stalina. Po raz drugi władze PRL wprowadziły żałobę w dniach 13–16 marca 1956 po śmierci Bolesława Bieruta. Trzydniowe wprowadzenie żałoby spowodowała również śmierć przewodniczącego Rady Państwa Aleksandra Zawadzkiego 8–11 sierpnia 1964. W lutym 1979 roku na terenie całego kraju wprowadzono żałobę narodową po wybuchu gazu w Rotundzie PKO w Warszawie. Ostatni okres żałoby w PRL przypadł na okres 28–31 maja 1981, a przyczyną jego wprowadzenia była śmierć prymasa Polski, kardynała Stefana Wyszyńskiego.

### III Rzeczpospolita
W okresie III Rzeczypospolitej miało miejsce 19 okresów żałoby narodowej. Przyczynami ich wprowadzenia były zarówno krajowe katastrofy naturalne, wypadki drogowe i lotnicze, akty terroryzmu na świecie, których ofiarami byli także obywatele polscy, jak i śmierć znanych osób. Pierwszą przyczyną wprowadzenia żałoby narodowej była powódź tysiąclecia, na skutek której zginęło 56 osób. Po raz drugi wprowadzono żałobę narodową w okresie od 12–14 września 2001. Przyczyną był zamachy na World Trade Center i Pentagon w Nowym Jorku i Waszyngtonie w którym zginęły 2973 osoby, w tym 5 Polaków. Kolejny okres żałoby narodowej był spowodowany przez zamach w Madrycie 11 marca 2004 (191 ofiar śmiertelnych, w tym 4 Polaków). Powodem żałoby wyznaczonej na 5 stycznia 2005 roku było natomiast trzęsienie ziemi na Oceanie Indyjskim w grudniu 2004, które pochłonęło około 294 tys. ofiar śmiertelnych. W tym samym roku w dniach 3–8 kwietnia miała miejsce żałoba po śmierci papieża Jana Pawła II oraz 14 lipca żałoba po zamachu w Londynie z 7 lipca, w którym zginęło trzech polskich obywateli.
W kolejnym roku przyczyną ogłoszenia żałoby była katastrofa budowlana na Śląsku, która pochłonęła 65 ofiar śmiertelnych. W tym samym roku miała także miejsce katastrofa górnicza w kopalni Halemba (23 ofiary śmiertelne), która stała się przyczyną wprowadzenia żałoby w dniach 23–25 listopada. W kolejnym roku wprowadzono jedną żałobę narodową od 23 do 25 lipca 2007. Jej przyczyną była katastrofa polskiego autokaru we Francji, w której zginęło 26 Polaków. W dniach 24–26 stycznia 2008 miała miejsce żałoba narodowa po śmierci 19 oficerów w katastrofie w Mirosławcu. W 2009 roku dwukrotnie ogłaszano żałobę narodową. W dniach 14–16 kwietnia wprowadzono żałobę po pożarze hotelu socjalnego w Kamieniu Pomorskim, natomiast w dniach 21–22 września 2009 żałobę wprowadzono po katastrofie górniczej w kopalni „Wujek” – „Ruch Śląsk”.  
Po śmierci członków polskiej delegacji lecącej na obchody do Katynia w katastrofie lotniczej pod Smoleńskiem (96 ofiar śmiertelnych) żałoba trwała od 10 do 18 kwietnia 2010 roku. Wśród ofiar byli urzędujący prezydent RP Lech Kaczyński wraz z małżonką Marią, ostatni prezydent RP na uchodźstwie Ryszard Kaczorowski, parlamentarzyści oraz wysocy urzędnicy państwowi i dowódcy wojskowi. Po katastrofie smoleńskiej żałobę narodową wprowadzono do dziś sześciokrotnie – 5–6 marca 2012 po katastrofie kolejowej pod Szczekocinami (16 ofiar śmiertelnych), 3 listopada 2013 w dniu pogrzebu Tadeusza Mazowieckiego, 23 grudnia 2018 roku z powodu katastrofy górniczej w Kopalni w Karwinie, w dniach 18–19 stycznia 2019 w dniu pogrzebu po tragicznej śmierci prezydenta Gdańska Pawła Adamowicza w zamachu, w dniach 15–16 lutego 2019 z powodu śmierci byłego premiera Jana Olszewskiego, oraz w dniu 26 kwietnia 2025 w dniu pogrzebu papieża Franciszka.
| Lp.                            | Okres żałoby                   | Przyczyna wprowadzenia żałoby narodowej | Dokument źródłowy                                   |
| Królestwo Polskie (kongresowe) | Królestwo Polskie (kongresowe) | Królestwo Polskie (kongresowe) | Królestwo Polskie (kongresowe)                      |
| ------------------------------ | ------------------------------ | --- | --------------------------------------------------- |
| 1                              | 25—27 września 1826            | Śmierć generała Józefa Zajączka | [ 3 ]                                               |
| II Rzeczpospolita              |                                | |                                                     |
| 2                              | 3 lutego 1924                  | Śmierć byłego prezydenta Stanów Zjednoczonych Thomasa Woodrowa Wilsona | [ 9 ]                                               |
| 3                              | 18 czerwca 1934                | Zabójstwo ministra spraw wewnętrznych Bronisława Pierackiego | M.P. z 1934 r. nr 137, poz. 184                     |
| 4                              | 12–18 maja 1935                | Śmierć marszałka Józefa Piłsudskiego | M.P. z 1935 r. nr 114, poz. 144                     |
| 5                              | 4 grudnia 1938                 | Śmierć arcybiskupa lwowskiego obrządku ormiańskiego Józefa Teodorowicza |                                                     |
| Okres okupacji                 |                                | |                                                     |
| 6                              | 7 lipca – 1 sierpnia 1943      | Śmierć naczelnego wodza polskich sił zbrojnych i premiera rządu RP na uchodźstwie podczas II wojny światowej generała broni Władysława Sikorskiego | Biuletyn Informacyjny nr 28 (183), 15 lipca 1943 r. |
| 7                              | 4–18 października 1944         | Upadek powstania warszawskiego. |                                                     |
| Polska Rzeczpospolita Ludowa   |                                | |                                                     |
| 8                              | 9 marca 1953                   | Śmierć Józefa Stalina | M.P. z 1953 r. nr 23, poz. 279                      |
| 9                              | 13–16 marca 1956               | Śmierć byłego prezydenta oraz I sekretarza Komitetu Centralnego Polskiej Zjednoczonej Partii Robotniczej Bolesława Bieruta | [ 11 ]                                              |
| 10                             | 8–11 sierpnia 1964             | Śmierć przewodniczącego Rady Państwa Aleksandra Zawadzkiego | [ 9 ]                                               |
| 11                             | 16 lutego 1979                 | Wybuch gazu w Rotundzie PKO w Warszawie (49 ofiar śmiertelnych, wszystkie z nich to Polacy) | [ 12 ]                                              |
| 12                             | 28–31 maja 1981                | Śmierć prymasa Polski kardynała Stefana Wyszyńskiego | [ 9 ]                                               |
| III Rzeczpospolita             |                                | |                                                     |
| 13                             | 18 lipca 1997                  | Powódź tysiąclecia (56 ofiar śmiertelnych w Polsce) | M.P. z 1997 r. nr 41, poz. 421                      |
| 14                             | 12–14 września 2001            | Zamachy na World Trade Center i Pentagon, w Nowym Jorku i Waszyngtonie (2973 ofiary śmiertelne, w tym 5 Polaków) | Dz.U. z 2001 r. nr 98, poz. 1072                    |
| 15                             | 12–13 marca 2004               | Zamach w Madrycie 11 marca 2004 (191 ofiar śmiertelnych, w tym 4 Polaków) | Dz.U. z 2004 r. nr 41, poz. 385                     |
| 16                             | 5 stycznia 2005                | Trzęsienie ziemi na Oceanie Indyjskim w 2004 (około 294 tys. ofiar śmiertelnych, w tym 1 Polak) | M.P. z 2005 r. nr 1, poz. 7                         |
| 17                             | 3–8 kwietnia 2005              | Śmierć papieża Jana Pawła II | M.P. z 2005 r. nr 19, poz. 307                      |
| 17                             | 3–8 kwietnia 2005              | Śmierć papieża Jana Pawła II | Dz.U. z 2005 r. nr 54, poz. 482                     |
| 18                             | 14 lipca 2005                  | Zamach w Londynie 7 lipca 2005 (52 ofiary śmiertelne, w tym 3 Polki) | M.P. z 2005 r. nr 40, poz. 541                      |
| 19                             | 29 stycznia – 1 lutego 2006    | Katastrofa budowlana na Śląsku (2006) (65 ofiar śmiertelnych, 55 to Polacy) | Dz.U. z 2006 r. nr 14, poz. 102                     |
| 20                             | 23–25 listopada 2006           | Katastrofa górnicza w kopalni Halemba (2006) (23 ofiary śmiertelne, wszystkie z nich to Polacy) | Dz.U. z 2006 r. nr 212, poz. 1558                   |
| 21                             | 23–25 lipca 2007               | Katastrofa polskiego autokaru we Francji (26 ofiar śmiertelnych, wszystkie z nich to Polacy) | Dz.U. z 2007 r. nr 132, poz. 914                    |
| 22                             | 24–26 stycznia 2008            | Katastrofa lotnicza w Mirosławcu (w katastrofie zginęło 19 oficerów i jeden podoficer, wszyscy z nich to Polacy) | Dz.U. z 2008 r. nr 12, poz. 77                      |
| 23                             | 14–16 kwietnia 2009            | Pożar hotelu socjalnego w Kamieniu Pomorskim (23 ofiary śmiertelne, wszystkie z nich to Polacy) | Dz.U. z 2009 r. nr 59, poz. 487                     |
| 24                             | 21–22 września 2009            | Katastrofa górnicza w kopalni „Wujek” – „Ruch Śląsk” (20 ofiar śmiertelnych – 13 w dniu ogłoszenia żałoby, wszystkie z nich to Polacy) | Dz.U. z 2009 r. nr 154, poz. 1230                   |
| 25                             | 10–18 kwietnia 2010            | Katastrofa lotnicza pod Smoleńskiem (96 ofiar śmiertelnych, wszystkie z nich to Polacy. Wśród ofiar byli urzędujący prezydent RP Lech Kaczyński wraz z małżonką Marią, ostatni prezydent RP na uchodźstwie Ryszard Kaczorowski, parlamentarzyści oraz wysocy urzędnicy państwowi i dowódcy wojskowi). | Dz.U. z 2010 r. nr 58, poz. 368                     |
| 25                             | 10–18 kwietnia 2010            | Katastrofa lotnicza pod Smoleńskiem (96 ofiar śmiertelnych, wszystkie z nich to Polacy. Wśród ofiar byli urzędujący prezydent RP Lech Kaczyński wraz z małżonką Marią, ostatni prezydent RP na uchodźstwie Ryszard Kaczorowski, parlamentarzyści oraz wysocy urzędnicy państwowi i dowódcy wojskowi). | Dz.U. z 2010 r. nr 61, poz. 376                     |
| 26                             | 5–6 marca 2012                 | Katastrofa kolejowa pod Szczekocinami (16 ofiar śmiertelnych, 14 z nich to Polacy) | Dz.U. z 2012 r. poz. 237                            |
| 27                             | 3 listopada 2013               | Śmierć pierwszego premiera III RP Tadeusza Mazowieckiego | Dz.U. z 2013 r. poz. 1268                           |
| 28                             | 23 grudnia 2018                | Katastrofa górnicza w Stonawie (13 ofiar śmiertelnych, 12 z nich to Polacy) | Dz.U. z 2018 r. poz. 2400                           |
| 29                             | 18–19 stycznia 2019            | Zabójstwo prezydenta Gdańska Pawła Adamowicza | Dz.U. z 2019 r. poz. 107                            |
| 30                             | 15–16 lutego 2019              | Śmierć byłego premiera Jana Olszewskiego | Dz.U. z 2019 r. poz. 280                            |
| 31                             | 26 kwietnia 2025               | Śmierć papieża Franciszka | Dz.U. z 2025 r. poz. 530                            |